# Manon Ouaiss
Manon Amanda Rita Ouaiss (arabisch مانون أماندا ريتا عويس; * 19. September 2000 in Beirut) ist eine libanesische Skirennläuferin.

## Karriere
Ouaiss stammt aus Chahtoul-Jouret Mhad im Gouvernement Keserwan-Jbeil. Sie erlernte das Skifahren im Alter von drei Jahren. Ihr internationales Renndebüt gab sie am 12. Januar 2017 bei einem FIS-Riesenslalom im Skigebiet Cedars im Nord-Libanon. Ihr erstes internationales Großereignis bestritt sei ein Jahr später bei den Juniorenweltmeisterschaften in Davos, wobei sie dort sowohl im Riesenslalom als auch im Slalom ausschied.
Am 27. Februar 2018 gewann sie ihr erstes FIS-Rennen in Mzaar Kfardebian, einem Skigebiet außerhalb Beiruts. Ihr Ziel, die Qualifikation für die Olympischen Winterspiele 2018 in Pyeongchang erreichte sie verletzungsbedingt jedoch nicht.
2019 nahm sie erstmals an Alpinen Skiweltmeisterschaften teil, jedoch erreichte sie bei den Wettkämpfen in Åre bei ihrem einzigen Start im Riesenslalom nicht das Ziel.
2020 wurde sie erstmals libanesische Meisterin im Slalom. Diesen Titel konnte sie auch im darauffolgenden Jahr, zuzüglich zum Titel im Riesenslalom.
Ouaiss konnte sich 2022 schließlich für die Olympischen Winterspiele qualifizieren. In Peking belegte sie im Slalom den 46. Platz.

## Erfolge

### Olympische Winterspiele
- Peking 2022: 46. Slalom, DNF Riesenslalom

### Weltmeisterschaften
- Åre 2019: DNF Riesenslalom
- Cortina d’Ampezzo 2021: DNF Riesenslalom, DSQ Slalom
- Courchevel/Méribel 2023: 50. Slalom, DNQ Riesenslalom

### Juniorenweltmeisterschaften
- Davos 2018: DNF Riesenslalom, DNF Slalom

### Weitere Erfolge
- Libanesische Meisterin im Slalom (2020, 2021)
- Libanesische Meisterin im Riesenslalom (2021, 2022)
- 12 Siege bei FIS-Rennen